# Willi Ninja
Willi Ninja, né William Roscoe Leake le 12 avril 1961 à New York et mort le 2 septembre 2006 dans la même ville, est un danseur, chorégraphe américain, autodidacte.
Découvert en 1990 dans le film documentaire Paris is Burning, Ninja est connu pour être le parrain du voguing.

## Biographie

### Parrain duvoguing
Ninja développe un style de danse unique : le voguing, inspirée des performances lors des compétitions de danse dans les bals de drag queens à Harlem, en infusant des sources aussi disparates que Fred Astaire et l'univers de la haute couture. Le voguing devient une discipline de danse avec une chorégraphie précise dont la popularité engendre pour la culture LGBT et la Culture afro-américaine, un contexte socio-politique.
C'est en attirant l'attention de la réalisatrice Jennie Livingston qui lui donne une place mémorable dans son film documentaire Paris is Burning, qu'il immortalise, pour le grand public, l'expression pionnière du voguing. Le film est centré autour de cette culture underground, de la Ball culture et donne la parole aux drag queens de New York. À sa sortie, le film rencontre à la fois un succès critique et public, ce qui servit de tremplin à la carrière de Ninja. Il commence à multiplier ses apparitions dans les médias, ses performances chorégraphiées associées à différentes troupes de danse et musiciens.
Ninja fait une première apparition, en 1989, dans le clip de la chanson de Malcolm McLaren Deep in Vogue. Un an plus tard, il apparait dans la vidéo de Madonna, numéro un au box-office Vogue, ce qui propulse Ninja et le voguing de la culture underground dans la culture populaire. Il devient peu à peu une icône et un porte-parole pour la culture LGBT.

### Genèse
Willi Ninja est né au Centre Médical Juif de Long Island, à New Hyde Park, dans l'État de New York. À l'orée de ses vingt ans, il perfectionne le style de danse du voguing, née dans les clubs LGBT afro-américains et Latinos de New York et Harlem, en protestation contre le racisme. Le voguing parodie, lors de ces soirées-concours, les privilèges qui leur étaient inaccessibles : le luxe, la mode et l’argent. C'est un exutoire pour ces marginaux de la société américaine, qui deviennent pour un soir les stars de la nuit.
William Roscoe Leake, alias Willi Ninja est né d'une mère Afro-Américaine. Il prétendait aussi avoir une ascendance raciale mixte avec des ancêtres irlandais, cherokee et asiatiques. 
Ninja s'est occupé inconditionnellement de sa mère, Esther Leake, qui était en fauteuil roulant avec la maladie de Parkinson. Ses sorties avec Ninja au ballet et à l'Apollo Theater furent une source d'inspiration qui l'a poussé à surpasser ses efforts à venir pour la danse et pour créer la Maison des Ninjas.

### House of Ninja
Willi Ninja a lancé la House of Ninja (en français : « Maison de Ninja »), écrit en diminutif HoN, en 1982 avec Sandy Apollonia Ninja, avant d'avoir remporté trois grands prix lors des compétitions, les prérequis pour démarrer une Maison,,. La « House » Maison, nom parodié de maison de couture, fonctionne comme une famille de substitution, un collectif d'entraide pour ceux qui, à cause de leur orientation sexuelle avaient du mal à s'identifier et étaient fréquemment exclus de leur propre famille, de la société, où sans domicile fixe,.
Comme toutes les Maisons, HoN s'exprimait sous la forme d'une troupe de danse, et Ninja était la mère de tous. Il enseignait le voguing à ses « enfants » et les préparait aux compétitions jusque tard dans la nuit, dans le parc de l'ancienne jetée de Christopher Street et dans les clubs undergrounds de New York.  
La House of Ninja compte plus de 220 membres dans le monde. Vu dans une publicité de Reebok All Kinds of Love, Archie Burnett Ninja, membre fondateur de la « House of Ninja » au côté de Willi Ninja, perpétue son rôle de grand-père de la maison, en représentant l'emblématique House of Ninja pour la marche des fiertés de 2021,,.

### Carrière
La carrière de Willi Ninja a commencé grâce à sa participation assidue aux bals de drag queens de Harlem et de New York, avec ses « enfants » issus de sa propre maison : la Maison de Ninja. Puis il prit ses distances du monde du Bal et leurs compétitions pour se concentrer sur sa propre carrière. Dès lors, il réalisa la chorégraphie des performances de voguing avec diverses compagnies de danse et avec sa collègue Karole Armitage. La carrière de Ninja est éclectique. Elle inclut le film, les émissions télévisées, les vidéoclips, en passant par les défilés de mode, les cours de danse sans oublier l'ouverture d'une agence de mannequin et sa création musicale.
Dès ses débuts, en 1989, Ninja fut le danseur vedette de nombreux vidéoclips, dont Deep in Vogue de Malcolm McLaren et Vogue de Madonna, numéro un au box-office. Ninja enchaina ses apparitions dans deux des vidéos de Janet Jackson, tirées de son album Rhythm Nation 1814, numéro un au box-office pendant plus de trois ans. La première vidéo : Alright, était un remix avec la star du rap décédée Heavy D et les apparitions de Cab Calloway, Cyd Charisse et The Nicholas Brothers. La deuxième vidéo s'appelait : Escapade.
Il réalisa la chorégraphie de la vidéo : I Can't Get No Sleep de Masters at Work avec India,. Ninja sortit son premier single, en 1994 : Hot, une production de Masters at Work sur Nervous Records. Dans les défilés de mode, il fit des apparitions inoubliables à Paris, pour : Jean-Charles de Castelbajac, Jean-Paul Gaultier, de Thierry Mugler et Karl Lagerfeld. Il donna aussi des cours particuliers à Paris Hilton, à Tyra Banks et bien d'autres mannequins de renom, en leur apprenant à marcher comme des divas.
Il ouvrit une agence de mannequins, en 2004, appelée Eon-Elements of Ninja.

### Cinéma et télévision
Ninja a joué dans une poignée de films et de séries télévisées. Il est apparu sur le grand écran dans le film Paris is Burning en 1990. Un an plus tard, il fit une apparition dans le court métrage de 9 minutes de Marlon Riggs : Anthem, un long poème qui revendique les droits de la communauté LGBT Afro-américaine. La même année, il fut l'invité du Joan Rivers Show, une émission télévisée qui pour cet épisode réunit les participants clés de du film documentaire Paris is Burning tels que Dorian Corey, Pepper LaBeija et la réalisatrice Jennie Livingston. L'émission se transforme spontanément en performance par leur initiative d'inviter le public à faire des poses de voguing.
Il fut l'invité d'honneur, en 2005, dans Jimmy Kimmel Live!, une émission de divertissement télévisée, incontournable aux États-Unis. Ninja est apparu, en 2006, dans le documentaire de Wolfgang Busch: How Do I Look.

### Décès
Willi Ninja meurt le 2 septembre 2006, à New York d'une insuffisance cardiaque liée au SIDA, il avait 45 ans. Depuis sa mort, il continue d'inspirer de nombreux artistes et DJ,,. Ninja est devenu un modèle pour les études gays et lesbiennes, les études de genre et les études sur la performance, grâce à son expression de genre anticonformiste et transgressive.

## Influence
Depuis 2016, l'influence de Ninja est en pleine résurgence. Willi Ninja figure notamment parmi les figures historiques de la culture LGBT et du combat contre le VIH. Ses contributions, aussi transversales qu'elles soient, ont servi à émanciper l'intégration d'une culture underground dans l'industrie populaire, à pacifier les relations entre la culture Afro Américaine et la culture LGBT, à introduire une danse de drag queens dans le monde du hip-hop, et bien sûr à l'évolution socio-politique de la communauté LGBT avec l'expression de la fierté comme valeur. Son influence est célébrée par le moteur de recherches Google qui lui consacre le 9 juin 2023 un Google Doodle.